# Yasuhiro Ishimoto
Yasuhiro Ishimoto (Japans: 石元 泰博, Ishimoto Yasuhiro) (San Francisco, 14 juni 1921 – Tokio, 6 februari 2012) was een Japans-Amerikaans fotograaf en professor. Ishimoto vergaarde internationale faam door zijn architecturale foto's. Uit het werk van Ishimoto blijkt zijn devotie voor de stad Chicago. Zijn fotoboek over deze stad: "Chicago, Chicago" genaamd, wordt beschouwd als zijn meest persoonlijke werk. Ishimoto heeft menig boek gepubliceerd en zijn werk is wijdverbreid tentoongesteld in zowel Japan als de Verenigde Staten. Tevens heeft hij talloze prijzen mogen ontvangen zoals: de Moholy Nagy Prijs in zowel 1950 als 1951. De Mainichi Design Prijs in 1970. De Eremedaille met het paarse lint in 1983 en de 4e klasse van de Orde van de Rijzende Zon in 1993. Door de Japanse regering is hem de eervolle titel: "Persoon van Culturele Verdienste" gegeven.

## Biografie

### Vroege leven
Hij werd geboren in San Francisco in de Amerikaanse staat Californië uit Japanse ouders. De boerenfamilie verhuisde in 1924 terug naar hun geboortedorp in Japan, dat tegenwoordig deel uitmaakt van de stad Tosa in de prefectuur Kōchi. Hier studeerde hij aan de Landbouwhogeschool van Kochi tot in 1939. Vanwege de oplopende spanningen tussen Japan en de Verenigde Staten en de angst om te worden opgeroepen voor militaire dienst besloot Ishimoto, mede op aandringen van zijn moeder, dat jaar terug te keren naar de Verenigde Staten. Hier begon hij aan een studie architectuur in 1940 aan de Northwestern-universiteit in Chicago, Illinois. Todat hij later werd geïnterneerd in het Granada War Relocation Center, in zuidoost Colorado toen de oorlog tussen Japan en de Verenigde Staten was uitgebroken. Hier maakte hij voor het eerst kennis met de fotografie via fotograaf Harry Shigeta, dit inspireerde hem om zelf te gaan fotograferen. Hij schreef zich in voor een studie fotografie bij het fotografie departement van het Chicago Institute of Design in 1948. Later bekend als het Institute of Design, onderdeel van de particuliere universiteit: Illinois Institute of Technology in Chicago, alwaar hij in 1952 afstudeerde. Hij heeft o.a. gestudeerd met: Harry Callahan en Aaron Siskind.

### Beroepsleven
Na zijn studie kreeg hij de opdracht van het Museum of Modern Art (MoMA) in New York om Japanse architecturale elementen voor de expositie "The Japanese House" ("Het Japanse Huis"). Ishimoto heeft foto’s genomen voor de expositie van Villa Katsura in 1954, tijdens zijn periode als freelance fotograaf in Japan van 1953 tot 1958.
In 1960, dan is hij werkzaam als freelance fotograaf in Chicago, publiceert Ishimoto zijn magnum opus, het boek: Katsura: Traditie en Creatie in de Japanse Architectuur. Het boek handelt over de architectuur van de toen vergeten 17e-eeuwse keizerlijke Villa Katsura, gelegen in een buitenwijk van Kyoto. Met de publicatie van het boek is de villa onder de aandacht gebracht van het publiek. De villa wordt tegenwoordig beschouwd als een van de grote culturele schatten van Japan.

 Japanese-American 'wrote haikus with a camera' 
— Colin Westerbeck

### Latere leven
In 1961 emigreerde Ishimoto voorgoed terug naar Japan en was sedert die tijd woonachtig in Tokio. Van 1966 tot en met 1971 was Ishimoto werkzaam als professor aan de faculteit Kunsten en Wetenschappen van de universiteit van Tokio, in 1969 verkreeg hij de Japanse nationaliteit. Ishimoto reisde tussen 1975 en 1978 naar diverse landen, waaronder: Irak, Iran, Turkije, China, Spanje, India en Australië waar hij voornamelijk aan het werk was als fotograaf. In december 2011 heeft Ishimoto nog 55 zwart-witfoto's van zijn Katsura-collectie geschonken aan het Bauhaus-Archiv te Berlijn. Yasuhiro Ishimoto is overleden op 6 februari 2012, in zijn woonplaats Tokio, aan de gevolgen van een longontsteking, hij is 90 jaar oud geworden.